# Day & Age
Day & Age (en español, «Día y era») es el tercer álbum de estudio de la banda estadounidense de rock llamada The Killers, lanzado en noviembre de 2008 en el Reino Unido, Canadá y Estados Unidos.  El líder y vocalista Brandon Flowers declaró es el "álbum más alegre" de la banda. Hasta la fecha, «Day & Age» ha vendido más de 3 millones de copias en todo el mundo. Después del lanzamiento del álbum, la banda se embarcó en una gira mundial de gran éxito denominada Day & Age Tour.

## Producción
La banda comenzó a escribir canciones para «Day & Age» mientras estaban de gira promocionando su anterior álbum «Sam's Town». El productor Stuart Price había trabajo en algunos remixes de The Killers, pero la banda nunca lo conoció hasta el 2006 en Londres. Price y la banda cenaron juntos antes de ir al estudio del productor y grabar el primer sencillo del álbum «Human» en tan sólo dos horas. El trabajo del álbum se llevó a cabo en una base internacional; las maquetas (o «demos») se hacían en Las Vegas, Estados Unidos, y eran enviadas al productor que estaba en Londres a través de Internet, quien llamaba a la banda para conversar sobre las maquetas enviadas. Con el álbum realizándose a larga distancia, The Killers se reunieron en su estudio en Las Vegas en mayo de 2008 para dar los toques finales de la producción. Flowers afirmó que el concepto del álbum es una «continuación» de «Sam's Town», diciendo que "es como mirar a «Sam's Town» desde Marte".
En una entrevista con The Quietus, Flowers afirmó que las canciones del álbum fueron inspiradas en Elton John, David Bowie y  Lou Reed. Cuando le preguntaron el título del álbum, Flowers respondió "no lo sé. Esos momentos simplemente llegan, y ese momento me llegó y supe que Day & Age estaba bien cuando se me ocurrió". El título del álbum también forma parte de la letra de dos canciones del álbum: «Neon Tiger» y «The World We Live In»
The Killers eligieron a Paul Normansell para crear la carátula del álbum. Los retratos de los miembros de la banda también están incluidos en el álbum. Aquellos retratos se pueden ver en varias partes del vídeo de «Human». El 8 de diciembre de 2008, Rolling Stone nombró a la carátula del álbum la mejor carátula de 2008. El 15 de diciembre de 2008, los lectores de Rolling Stone eligieron a «Day & Age» como el «mejor álbum del año».
En septiembre de 2009, Flowers comentó lo siguiente sobre el álbum:

Queda bien con nuestros dos álbumes anteriores. Obviamente es un poco más pop a fin de cuentas; no es tan masculino como «Sam's Town», pero me gusta. «Spaceman» es una melodía alegre, hace sentir mi cuerpo de manera especial. «Human» es una de nuestras mejores grabaciones hasta la fecha. No creo que hayamos hecho nuestro mejor álbum y eso me hace feliz porque todavía sé que puede salir algo bueno por ahí.

## Sencillos
El primer sencillo del álbum, «Human», fue lanzado a las radios el 22 de septiembre de 2008 y estuvo disponible para su descarga digital el 30 de septiembre del mismo año. La banda tocó «Human» y, por primera vez, «Spaceman» el 4 de octubre de 2008 en Saturday Night Live. El grupo lanzó el vídeo de «Human» en octubre de 2008.
«Spaceman» fue lanzado para su descarga el 4 de noviembre de 2008 en Estados Unidos. La edición en vinilo fue lanzado en ese país el 18 de noviembre de 2008 e incluyó una descarga gratuita del álbum en la página de Island Records. El vídeo musical fue lanzando en enero de 2009.
El tercer sencillo varía según el país. «The World We Live In» es el tercer sencillo en Europa y Australia, mientras que «A Dustland Fairytale» es el tercero en Estados Unidos. El sencillo «The World We Live In» ha sido descrita como "una canción que entrega una sensación de estar flotando en el aire" según el crítico de música Brian Narvaez.
Al igual que la carátula del álbum, las carátulas de los sencillos fueron diseñadas por Paul Normansell y en cada una se puede ver a un integrante de la banda. Además estas mismas imágenes aparecen al interior de la carátula del álbum. La imagen de Dave Keuning (guitarrista) se utilizó para promocionar «Human» y la de Brandon Flowers se utilizó para promocionar «Spaceman». Ronnie Vannucci (batería) aparece en la carátula de «The World We Live In» y Mark Stoermer (bajista) aparece en la de «A Dustland Fairytale».
Por otro lado, la banda lanzó un vídeo de la canción «Goodnight, Travel Well», en colaboración con MTV EXIT, Unicef y la Agencia de los Estados Unidos para el Desarrollo Internacional con el fin de crear conciencia sobre el comercio de personas. Se estrenó a nivel mundial en MTV el 13 de julio de 2009, y en el canal de YouTube de Unicef al día siguiente.

## Lista de canciones
Todas las canciones escritas y compuestas por The Killers. 
| N.º | Título                   | Duración |  |
| 1.  | «Losing Touch»           | 4:15     |  |
| 2.  | «Human»                  | 4:09     |  |
| 3.  | «Spaceman»               | 4:43     |  |
| 4.  | «Joy Ride»               | 3:33     |  |
| 5.  | «A Dustland Fairytale»   | 3:45     |  |
| 6.  | «This Is Your Life»      | 3:41     |  |
| 7.  | «I Can't Stay»           | 3:06     |  |
| 8.  | «Neon Tiger»             | 3:05     |  |
| 9.  | «The World We Live In»   | 4:40     |  |
| 10. | «Goodnight, Travel Well» | 6:51     |  |

| Bonus track en CD (Reino Unido, Irlanda y Australia) |                    |          |  |
| N.º                                                  | Título             | Duración |  |
| 11.                                                  | «A Crippling Blow» | 3:36     |  |

| Bonus track en CD (Japón) |                            |          |  |
| N.º                       | Título                     | Duración |  |
| 11.                       | «A Crippling Blow»         | 3:37     |  |
| 12.                       | «Forget About What I Said» | 2:57     |  |

| Bonus track en iTunes (Estados Unidos y Canadá) |                                                      |          |  |
| N.º                                             | Título                                               | Duración |  |
| 11.                                             | «Tidal Wave»                                         | 4:13     |  |
| 12.                                             | «Forget About What I Said»                           | 2:57     |  |
| 13.                                             | «Human» (Thin White Duke Remix) (Solamente preorden) |          |  |

| Bonus track en iTunes (Reino Unido, Japón y Australia) |                                                 |          |  |
| N.º                                                    | Título                                          | Duración |  |
| 11.                                                    | «A Crippling Blow»                              | 3:36     |  |
| 12.                                                    | «Forget About What I Said» (Solamente preorden) | 2:57     |  |

## Personal

### The Killers
- Brandon Flowers — vocalista, teclados, producción
- Dave Keuning — guitarra, coros, producción
- Mark Stoermer — bajo, coros, producción
- Ronnie Vannucci Jr. — batería, percusión, producción

### Personal adicional
- Daniel de los Reyes — percusión
- Alex Dromgoole — asistente de mezcla
- Dave Emery — asistente de mezcla
- Tommy Marth — saxofón
- Paul Normansell — carátula, arte del álbum
- Stuart Price — producción, mezcla
- Robert Roo — ingeniería
- Ted Sablay — ingeniería
- Tim Young — masterización
- Kadir De Guverte — asistente de masterización

## Promoción
Después del lanzamiento del álbum, The Killers se embarcaron en su tercera gira, el Day & Age Tour. La gira se convirtió en la más duradera y abarcadora de la banda hasta la fecha, dando conciertos en los seis continentes.

## Recepción

### Crítica
La respuesta de la crítica para «Day & Age» fue mayormente positiva. USA Today le dio tres estrellas y media al álbum, afirmando que es "excelente" y tiene un "fresco e inmediato triunfo rockero". El periódico además añadió que "el sonido no es lo más grande, es trascendental y produce algún tipo de radiación ya que es un álbum de rock con un sonido raramente escuchado en este día y era". Billboard llamó a «Day & Age» "una apuesta" y dijo "esta banda mantiene a los fanáticos a sus pies, que son propensos a comprar su música hasta en otro estilo". Entertainment Weekly le dio al álbum una calificación B+ y comentó las influencias de los álbumes de Duran Duran, Bono y David Bowie, y en este último agregó "de igual forma como pasa en Las Vegas, Day & Age a veces se inclina hacia una sobrecarga sensorial. Pero la fuerza de sus coros es innegable".

### Comercial
El álbum ha sido certificado como «Disco de Platino» en el Reino Unido, Irlanda, Australia, Canadá, México, Nueva Zelanda y España. Además, ha sido certificado como «Disco de Oro»  en Estados Unidos, Austria, Dinamarca, los Países Bajos, Alemania, Grecia, Italia, Noruega y Suecia. Esto hace a «Day & Age» el álbum de mayor alcance internacional de The Killers. El álbum debutó en el número uno en el Reino Unido, vendiendo más de 200.000 mil copias en su primera semana. Desde entonces, hasta febrero de 2010, ha sido certificado como «Disco de Platino» en cuatro oportunidades en el Reino Unido, vendiendo más de 1.200.000 copias. «Day & Age» también produjo canciones exitosas, como el caso de «Human» que alcanzó platino en sencillos.
El álbum vendió más de 2.700.000 copias durante su primer año de lanzamiento. Hasta la fecha, «Day & Age» ha vendido más de 3 millones de copias en todo el mundo.

## Posicionamientos en listas
| Lista                             | Mejor posición |
| --------------------------------- | -------------- |
| Albums Chart alemán               | 8              |
| Albums Chart australiano          | 4              |
| Albums Chart austriaco            | 9              |
| Albums Chart belga (Flanders)     | 12             |
| Albums Chart belga (Wallonia)     | 41             |
| Albums Chart británico            | 1              |
| Albums Chart canadiense           | 6              |
| Albums Chart danés                | 19             |
| Albums Chart español              | 9              |
| Albums Chart finlandés            | 17             |
| Albums Chart francés              | 57             |
| Albums Chart griego               | 1              |
| Albums Chart holandés             | 12             |
| Albums Chart irlandés             | 1              |
| Albums Chart italiano             | 21             |
| Albums Chart japonés              | 26             |
| Albums Chart mexicano             | 3              |
| Albums Chart neozelandés          | 2              |
| Albums Chart noruego              | 1              |
| Albums Chart portugués            | 5              |
| Albums Chart sueco                | 8              |
| Albums Chart suizo                | 4              |
| Billboard 200 estadounidense      | 6              |
| International Albums Chart croata | 6              |

| Lista (2009)       | Posición |
| ------------------ | -------- |
| Albums Chart suizo | 72       |

| Alemania (BVMI)          | Oro         | 100.000   |
| Australia (ARIA)         | 4 x Platino | 280.000   |
| Austria (IFPI – Austria) | Oro         | 10.000    |
| Canadá (CRIA)            | Platino     | 80.000    |
| Estados Unidos (RIAA)    | Oro         | 10.000    |
| Grecia (IFPI – Grecia)   | Oro         | 7.500     |
| Irlanda (IRMA)           | 4 x Platino | 60.000    |
| Nueva Zelanda (RIANZ)    | Platino     | 15.000    |
| Reino Unido (BPI)        | 4 x Platino | 1.200.000 |
| Suecia (GLF – Suecia)    | Oro         | 20.000    |
| Suiza (IFPI – Suiza)     | Oro         | 15.000    |
| Sumario                  |             |           |
| Europa (IFPI)            | Platino     | 1.000.000 |

## Premios
| Año  | Ceremonia             | Premio                    | Resultado |
| ---- | --------------------- | ------------------------- | --------- |
| 2009 | BRIT Awards           | Mejor álbum internacional | Nominado  |
| 2009 | Shockwaves NME Awards | Mejor álbum               | Nominado  |
| 2009 | Shockwaves NME Awards | Mejor carátula            | Nominado  |

## Elogios
| Revista       | País           | Elogio                                        | Año  | Puesto # |
| ------------- | -------------- | --------------------------------------------- | ---- | -------- |
| New York Post | Estados Unidos | Los 10 mejores álbumes del año                | 2008 | 2        |
| Q             | Reino Unido    | 250 mejores álbumes de la vida de Q 1986-2010 | 2011 | 144      |
| Q             | Reino Unido    | 50 mejores álbumes del año                    | 2008 | 22       |
| Rolling Stone | Estados Unidos | Los 30 mejores álbumes según lectores         | 2008 | 1        |
| Rolling Stone | Estados Unidos | Mejores carátulas de 2008                     | 2008 | 1        |

## Historial de lanzamientos
| País                   | Fecha                   | Discográfica | Formato                   |
| ---------------------- | ----------------------- | ------------ | ------------------------- |
| Japón                  | 19 de noviembre de 2008 | Universal    | CD, descarga              |
| Italia                 | 21 de noviembre de 2008 | Universal    | CD, descarga              |
| Australia              | 22 de noviembre de 2008 | Island       | CD, descarga              |
| Reino Unido            | 23 de noviembre de 2008 | Mercury      | Descarga                  |
| Reino Unido            | 23 de noviembre de 2008 | Mercury      | CD                        |
| Reino Unido            | 23 de noviembre de 2008 | Mercury      | Disco de vinilo           |
| Estados Unidos, Canadá | 18 de noviembre de 2008 | Island       | Disco de vinilo, descarga |
| Estados Unidos, Canadá | 24 de noviembre de 2008 | Island       | CD                        |